# Lenur Temirov
Lenur Temirov –en ucraniano, Ленур Теміров– (Almalyk, URSS, 1 de enero de 1990) es un deportista ucraniano de origen uzbeco que compite en lucha grecorromana.
Ganó dos medallas de bronce en el Campeonato Mundial de Lucha, en los años 2018 y 2021, y dos medallas de bronce en el Campeonato Europeo de Lucha, en los años 2019 y 2020.
Participó en dos Juegos Olímpicos de Verano, en los años 2012 y 2020, ocupando el quinto lugar en Tokio 2020, en la categoría de 60 kg.

## Palmarés internacional
| Campeonato Mundial | Campeonato Mundial | Campeonato Mundial | Campeonato Mundial |
| Año                | Lugar              | Medalla            | Categoría          |
| ------------------ | ------------------ | ------------------ | ------------------ |
| 2018               | Budapest (Hungría) | Medalla de bronce  | 63 kg              |
| 2021               | Oslo (Noruega)     | Medalla de bronce  | 63 kg              |
| Campeonato Europeo |                    |                    |                    |
| Año                | Lugar              | Medalla            | Categoría          |
| 2019               | Bucarest (Rumania) | Medalla de bronce  | 60 kg              |
| 2020               | Roma (Italia)      | Medalla de bronce  | 63 kg              |